# إسكيشهرسبور
إسكيشيهيرسبور (بالتركية: Eskişehirspor)‏ وهو نادي كُرَة قدم تُركي يتواجد في مدينة إسكيشهر في تركيا تم تأسيسه في سنة 1965 وهو يلعب في دوري السوبر التركي وقد احتل المرتبة الثامنة في موسم 2012-2013 واسم ملعبه الرئيسي ملعب إسكيشهرسبور أتاتورك ويتسع 18,495 مشجع.